# Huis Vlaanderen

Wapen van het graafschap Vlaanderen

Het Huis Vlaanderen was een dynastie die van 862 tot 1127 en opnieuw tussen 1191 en 1278 over het graafschap Vlaanderen heerste. Tussen 1051 en 1278 waren zij tevens de graven van Henegouwen.
Stamvader van het geslacht is Boudewijn met de IJzeren Arm (ca 840 – 879). Hij schaakte in 861 Judith van West-Francië, dochter van de koning van West-Francië, Karel de Kale. Een jaar later wordt het huwelijk met toestemming van de koning officieel voltrokken en verwerft Boudewijn het bestuur over de Vlaanderengouw. Rond 870 strekt zijn gebied zich uit over geheel Vlaanderen en Ternaas.
Boudewijn van Vlaanderen, de oudste zoon van Boudewijn V van Vlaanderen, huwde in 1051 met Richilde van Henegouwen, waardoor hij als Boudewijn I graaf van Henegouwen werd, alvorens in 1067 als Boudewijn VI zijn vader als graaf van Vlaanderen op te volgen.
Zijn oudste zoon Arnulf volgde hem in Vlaanderen op, terwijl Henegouwen naar zijn tweede zoon Boudewijn ging.
Na de dood van Arnulf werd hij in Vlaanderen opgevolgd door zijn oom Robrecht, een broer van zijn vader. Vlaanderen kwam aldus aan een jongere tak van het huis van Vlaanderen. In 1191 werden de twee takken weer verenigd door het huwelijk van Margaretha van de Elzas met Boudewijn V van Henegouwen.
In 1278 stierf het huis Vlaanderen uit met Margaretha van Constantinopel. Zij werd in Henegouwen opgevolgd door haar kleinzoon Jan van Avesnes en in Vlaanderen door haar zoon Gwijde van Dampierre.